# Пташники
Пташники — колишній хутір в Україні, в Кам'янка-Бузькому районі Львівської області. Відселений і зруйнований радянською владою після Другої світової війни. Хутір Пташники належав до села Сілець (раніше - Сілець Беньків)
Згідно з переписом населення від 1890 року у Пташниках було 18 господарств, в яких мешкало 116 осіб, з них 6 греко-католицького віросповідання, 107 - римо-католицького і 3 - юдейського. Цей же перепис подає, що всі 116 мешканців хутора вказали, що їх рідна мова польська.